# Estampilha fiscal

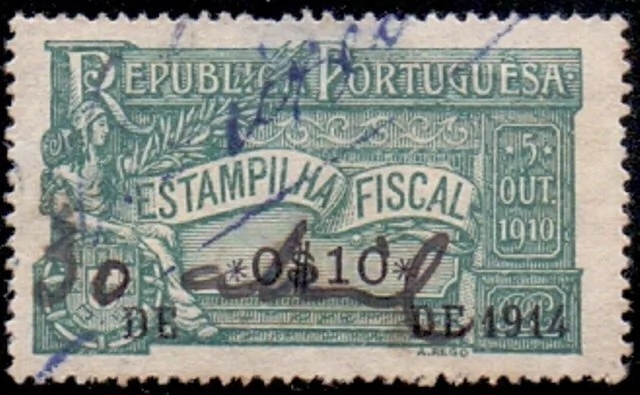
Uma estampilha fiscal portuguesa de 1910.

Uma estampilha fiscal ou um selo fiscal é uma pequena etiqueta adesiva usada para demonstrar o pagamento de impostos ou taxas em documentos, tabaco, bebidas alcoólicas, medicamentos, cartas de baralho, licenças de caça, registro de armas de fogo, entre outros. Normalmente, compram-se estampilhas emitidas pelo Estado, pagando-lhe assim o imposto, que são apostas nos itens tributados como elemento necessário à sua venda ou, no caso de documentos, como parte do preenchimento do formulário para a obtenção de um serviço governamental.
As estampilhas fiscais parecem-se muito com selos postais e, em algumas ocasiões na história, foi possível usar selos postais para fins de arrecadação de receita e usar estampilhas fiscais para enviar correspondências. 
Em Portugal, antes da sua abolição, eram utilizadas nas transferências onerosas ou gratuitas de propriedade que exijam contrato de transmissão, nomeadamente as dos bens imóveis e as de certos bens móveis, para efeitos de pagamento do Imposto do Selo (IS).
No Brasil, a norma que regula o uso de estampilhas fiscais é o Decreto-lei nº 4.655 de 3 de setembro de 1942 (Dispõe sobre o imposto do selo) promulgado por Getúlio Vargas duranto o período autoritário do Estado Novo. 
Assim como com os selos postais, os selos fiscais são objeto de interesse de colecionadores, a filatelia fiscal.